# Rubianes
Santa María de Rubianes (oficialmente, en gallego, Santa María de Rubiáns) es una parroquia gallega del municipio pontevedrés de Villagarcía de Arosa, en España. Con una extensión de 5,6 km², constituye el 12% del territorio total del término municipal.

## Poblaciones
Según el nomenclátor de 2014, comprende los lugares de Abelle, Agromao, Ande, Barbeitos, A Bouza, A Congostra, A Feira Nova, O Lago, Loenzo, Perrón, As Quintáns, Rubianes de Arriba, Soutelo y Zamar y la casa de labor de A Casanova.

### Historia
La primera referencia que tenemos de la existencia de este antiguo pueblo data del año 912: "el arzobispado compostelano, era dueño de estas tierras, por donación del Rey Ordoño II en el año 912 al abad D. Guto, del Monasterio de San Martín Pinario."
En 1146 D. Ruy García de Caamaño habitaba una torre en la feligresía de Rubianes.
En 1390 D. Ruy Fernández de Caamaño recibe en feudo Santa María de Rubianes, de manos del Arzobispo D. Juan García Manrique (junto a Santa Baya de Arealonga (actual Villagarcía), San Pedro de Cornazo, , San Esteban de Sayar y Santa Baya de Nantes) reconstruyendo esta torre.
Su hijo, D. García de Caamaño “El Hermoso” funda, el 12 de mayo de 1441 “Vila-García" (actualmente Villagarcía de Arosa)

### Demografía
Según el padrón municipal de 2007 Rubianes tenía 1296 habitantes (642 hombres y 654 mujeres).
En 2004 tenía 1.333 habitantes (680 mujeres y 653 hombres), distribuidos en 15 entidades de población.
En 1999 tenía 1.393 habitantes.
Rubianes tenía, según censo de 2007, una densidad de población de 231,42 habitantes por km².
La distribución de la población por edades en 2007 era:
| Edad    | Hombres | Mujeres | Totales |
| 0 a 4   | 15      | 18      | 33      |
| 5 a 9   | 25      | 22      | 47      |
| 10 a 14 | 32      | 18      | 50      |
| 15 a 19 | 50      | 34      | 84      |
| 20 a 24 | 42      | 42      | 84      |
| 25 a 29 | 55      | 48      | 103     |
| 30 a 34 | 43      | 40      | 83      |
| 35 a 39 | 54      | 53      | 107     |
| 40 a 44 | 38      | 37      | 75      |
| 45 a 49 | 39      | 46      | 85      |
| 50 a 54 | 54      | 50      | 104     |
| 55 a 59 | 41      | 41      | 82      |
| 60 a 64 | 34      | 51      | 85      |
| 65 a 69 | 42      | 19      | 61      |
| 70 a 74 | 31      | 49      | 80      |
| 75 a 79 | 25      | 29      | 54      |
| 80 a 84 | 12      | 24      | 36      |
| 85 a 89 | 6       | 15      | 21      |
| 90 a 94 | 4       | 15      | 19      |
| 95 a 99 | -       | 1       | 1       |
| 100+    | -       | 2       | 2       |
| TOTAL   | 642     | 654     | 1.296   |

### Fiestas
Las fiestas de Rubianes son en honor a Santa Plácida y San Ramón, y se celebran conjuntamente el primer fin de semana de septiembre (4 días de fiesta).